# Қ
Қ, қ или К с камшиче (на казахски: Қа, прозинася се Кха) е буква от кирилицата. Обозначава беззвучната мъжечна преградна съгласна /q/ ([кх]). Използва се в таджикския, казахския, уйгурския и тофларския език, а до 1991 година — също и узбекския и каракалпакския език.
Буквата Қ се използва и в абхазкия език, където бележи звука /kʰ/. Транслитерира се на латиница като k̢, а на останалите езици – като q.
До 1923 година буквата Қ се използва и в осетинския език. Била е въведена от езиковеда Андрей Шьогрен през 1844 година. По-късно е изхвърлена от азбуката и днес ѝ съответства буквосъчетанието Къ.
Буквата Қ произлиза от кирилското К, на което е добавен десцендер (камшиче). Съответства на арабската буква Каф, поради което понякога Қ е наричана кирилско Каф.

## Кодове
| Буква  | Уникод |
| ------ | ------ |
| Главна | U+049А |
| Малка  | U+049B |